# 说出她的名字

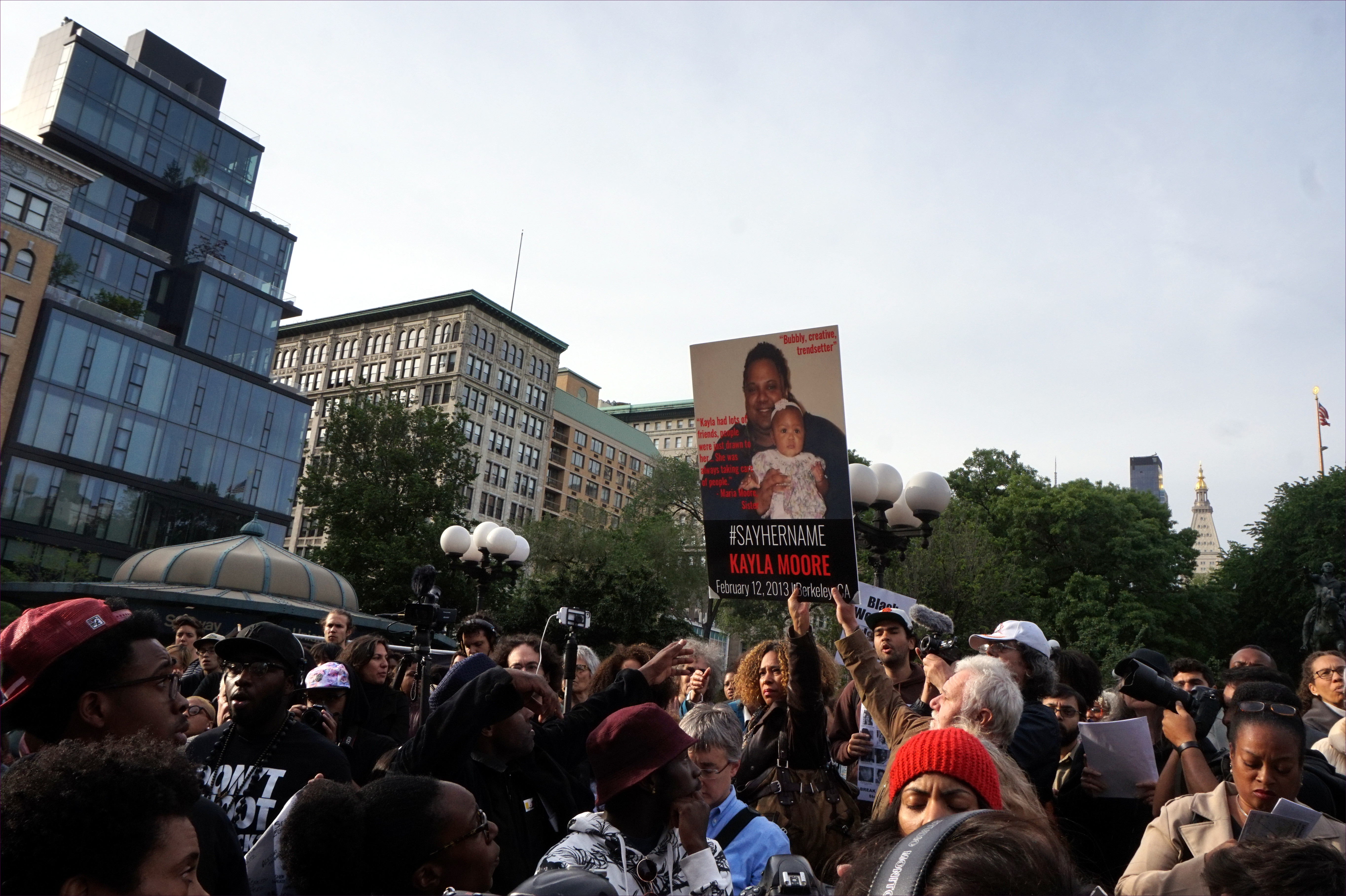
参加2015年5月20日在纽约市联合广场联合广场举行的#说出她的名字守夜活动的与会者

#说出她的名字（英語：#SayHerName）是一场社会运动，旨在提高对美国警察暴力和反黑人暴力中黑人女性受害者的关注。黑人女性被警察拦截的可能性比白人女性高17%，被杀害的可能性高1.5倍。 #说出她的名字旨在强调致命的种族不公行为对黑人女性造成的巨大影响，从而改变公众的观念，即男性为警察暴力和反黑人暴力的受害主体。为了与现有的种族正义运动（如#黑人的命也是命（#BlackLivesMatter）和#黑人女孩的命也是命）一同构建一个庞大的社交媒体话题，非裔美国人政策论坛在2015年2月创造了#说出她的名字这个话题。
2015年5月，非裔美国人政策论坛发布了一份名为《说出她的名字：抵制警察对黑人女性的暴行》的报告，概述了#说出她的名字运动的目标和目的。桑德拉·布兰德（Sandra Bland）是一名因违反交通规则被警方拘留的女性，三天后被发现在牢房内上吊自杀。在2015年7月桑德拉·布兰德因警察丧生后，非裔美国人政策论坛与哥伦比亚法学院交叉性和社会政策研究中心（CISPS）以及索罗斯正义成员安德里亚·里奇（Andrea Ritchie）联合发布了原始报告的更新版本。更新版本包括对布兰德死亡情况的描述，以及最近几起由警察引发的针对黑人女性暴力事件的汇总，包括塔尼沙·安德森（Tanisha Anderson）和雷基亚·博伊德（Rekia Boyd）。除了这些叙述，报告还提供了一个分析框架，用于了解黑人女性对警察暴力和国家公认暴力的易受害性，并就如何有效动员各社区，使他们有力倡导种族正义提出了一些建议 。
根据非裔美国人政策论坛的报告，#说出她的名字运动致力解决黑人女性在主流媒体中被忽视的问题，更具体地说，即#黑人的命也是命运动。在该运动的众多活动中，有一项是为纪念因警察暴力和反黑人暴力而丧生的女性。为推动这一议程，非裔美国人政策论坛与20个地方赞助商和哥伦比亚法学院的交叉性和社会政策研究中心一起，于2015年5月20日在纽约市组织了一次守夜活动——几十人聚集在一起，要求公众不再忽视黑人女性对性别和种族暴力的抗争。

## 运动的起源

### 历史背景
哈蒂·麦克雷（Hattie McCray）是一名14岁的女孩，在1930年代新奥尔良因拒绝了一名白人警察的性要求而被杀害。像哈蒂·麦克雷和利斯堡围栏事件（Leesburg Stockade）的女孩们这样的女性只是黑人女性面临警察暴力的部分案例而已。尽管#说出她的名字运动始于2015年，但警察暴力问题对黑人女性由来已久。

### 运动名称
#说出她的名字源于一个想法：让个体和媒体说出曾是警察暴力受害者的黑人女性的名字，大家为此会提出必要的问题。“说出名字”的概念也是个人和媒体间了解和讲述这些女性经历的象征或速记。克伦肖（Crenshaw）曾指出：“如果你说出了一个名字，就会产生了解背后故事的动力，了解了故事后，便会对黑人容易遭受警察暴力的所有情况有更广泛的认识。”

### 运动创建
#说出她的名字运动是对#黑人的命也是命运动的回应，也是对主流媒体倾向把警察暴行和反黑人暴力背景下黑人妇女的经历搁置一边的反击 。近年来，与雷基亚·博伊德和谢莉·弗雷（Shelly Frey）这样的黑人女性被杀事件相比，特拉伊冯·马丁（Trayvon Martin）和迈克尔·布朗（Michael Brown）这样手无寸铁的黑人男子被杀的事件更能引起全国的关注和公众的愤怒。根据非裔美国人政策论坛创始人之一金伯利·克伦肖（Kimberlé Crenshaw）的说法，黑人女性仍然被排除在有关警察暴力、种族主义和反黑人暴力的报导之外，大家错误地认为黑人男子是种族主义和国家公认暴力的主要受害群体，从而低估了警察的强奸和性侵等问题。#说出她的名字并不是要取代#黑人的命也是命或削弱其影响力，而是为了增加有关种族不公探讨的观点和真实经历。
#说出她的名字运动积极思考多样的社会身份（包括性别、性取向和阶级）如何影响个体在警察暴力和反黑人暴力中的遭遇，这一概念被称为交叉性。
在跨性别恐惧症和种族主义的共同影响下，黑人跨性别女性十分危险，她们不被认为是真正的人。根据美国国家跨性别者平权中心（NCTE）约28000名受访者参与的“美国跨性别调查”显示，近一半（47%）的黑人受访者称在过去一年中因为跨性别而被剥夺了平等待遇，受到口头骚扰和或人身攻击。近十分之一（9%）的人在过去一年因为是跨性别者而受到人身攻击。黑人跨性别女性（14%）在过去一年更有可能因为是跨性别者而受到人身攻击，相比之下，非二元性别（男性或女性的分类之外）黑人和跨性别男子的这一数字分别为8%和7%。所有这些都显示，即使这些人被警察残忍杀害，尊重和公正仍是缺席状态。

### 交叉性
#说出她的名字促成了许多文章和运动，比如2001年阿纳尼亚·巴塔查尔吉（Anannya Bhatacharjee）发表的报告《谁的安全？女性和执法者的暴力》，旨在以多种社会身份相互交叉的方式，详述系统性暴力。出版作品包括贝思·里奇（Beth Richie）2012年发表的《被捕的正义：黑人女性、暴力与美国监狱国家》及《鼓动！》发布的一份清单，包括《暴力的颜色：<鼓动！>选集》，《对有色人种女性和跨性别者的执法暴力：性别和国家暴力的关键交叉点》及《同性恋（不）正义：美国对性少数群体的定罪》。
#说出她的名字作为一项运动，主要基于交叉性的概念，从而让人们关注系统性暴力下的所有受害者。“交叉性”作为一个术语，在1989年由备受尊敬的学者和活动家金伯利·克伦肖创造。自那时起，该术语便成为许多现代女权主义实践的关键因素。布列塔尼·库珀（Brittany Cooper）解释了交叉性是如何搭建出一个分析框架，以在最初明确有色人种在权利运动中的独特地位。克伦肖在“交叉性”概念和运动本身的创始地位加深了交叉性与#说出她的名字的联系。在#说出她的名字运动中，对黑人女性受害的关注依赖于交叉性的概念，克伦肖将其描述为“像一个懒惰的苏珊——你可以通过交叉性将种族、性行为、跨性别身份或阶级置于女权主义的批判之下”。
在#说出她的名字的交叉分析中，还有一些因素包括双性恋或跨性别身份、教育、地理位置和残疾情况，不仅针对被施暴的受害者也包括施暴的官员。金伯利·克伦肖特别强调了身体和精神残疾的影响，认为这些因素使受害者更容易遭受警察威胁或实施其他暴力。在美国，陈旧的固有观念认为黑人女性和男性情绪控制能力差且有攻击性，加剧了这一情况。
霍马·卡赫莱利（Homa Kahleeli）称，在过去三年中，有超过70名黑人女性死于警察暴力或警察的不当行为 。[19]在警察失职枪支走火后，失去生命的无辜女性和儿童都被贴上了“受波及者”的标签，削弱了谋杀的暴力，抹去了警官的失职。#说出她的名字强调了这些受害者面临的暴力被独特地形容为“附带的伤害”，与#黑人的命也是命运动涉及的黑人男子形成对比。
安德里亚·里奇认为，除了这70名黑人女性外，#说出她的名字针对的是更广泛的遭受警察暴力的人。这类人包括高比例的有色性少数女性，特别是被格外针对的有色跨性别女性。这些差异产生在奴隶制和殖民主义的性别规定与陈旧的固有观念下，又受到禁毒战争和围绕性少数群体权利的法律争论的影响。

## 社交媒体
#说出她的名字运动是当代许多从事话题活动和数字活动的社会正义运动之一 。2014年12月由非裔美国人政策论坛和交叉性和社会政策研究中心创建。#说出她的名字这一话题为活动家、学者、新闻记者和其他社会媒体提供了一个在线社区，他们可以参与到其他社会运动如#黑人的命也是命的种族正义探讨中去。
该话题主要活跃在推特上。在众多作用中，#说出她的名字话题主要用于强调最近黑人女性与警察发生的致命冲突和反黑人暴力事件，同时宣传即将举行的活动 。对推特活动的分析发现，三分之一使用该话题的推文与遭受警察暴力的黑人女性的名字有关。[23]其他使用该话题的内容包括黑人女性撰写的博客链接，如《赫芬顿邮报》（The Huffington Post）的黑人之声专栏、黑人力（Blavity）和“黑人女孩的不幸”网站（BlackGirlTragic.com），其次是学者，特别是黑人女权主义学者，不过转发次数最多的是一位白人男性艺人。
通过报导最近由警察引起的暴力事件，#说出她的名字话题努力推进该运动的主要目标之一是，将黑人女性的真实经历重新纳入有关警察暴力和国家公认暴力的主流种族正义描述中 。通过参与话题活动，#说出她的名字将自身置于最近的社会历史变化中，即媒体倾向于忽视或严重歪曲与种族正义有关的事件，这使得活动家转而致力于数字活动。此外，随着话题在社交媒体上的存在感越来越强，#说出她的名字为投身种族正义的各方群体提供了机会，不断扩大了有关黑人女性易受警察暴力和反黑人暴力影响的讨论。